# Sunnmørsposten

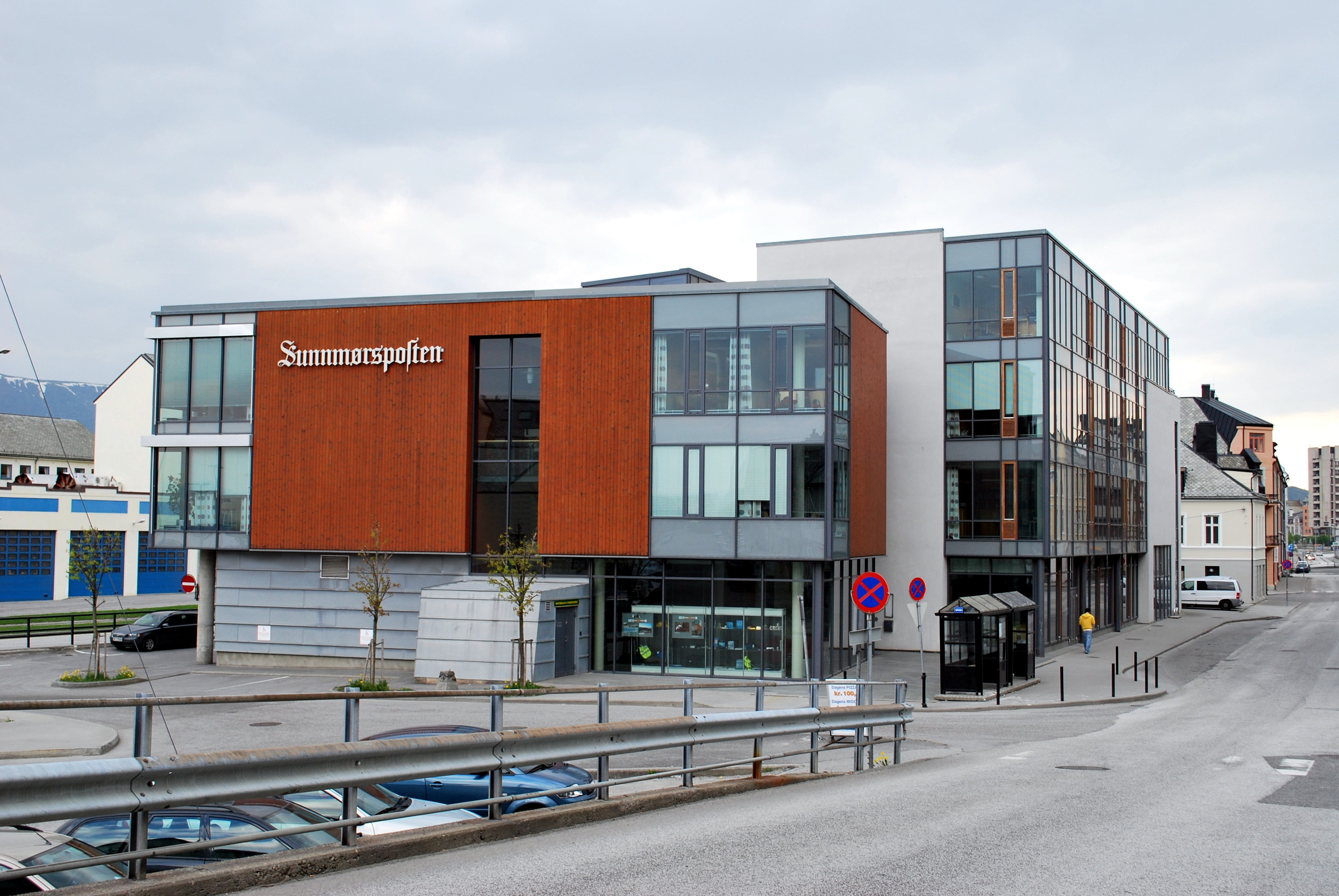
Sunnmørsposten i Ålesund

Sunnmørsposten är en dagstidning som grundades 1882 och ges ut på i Ålesund i västra Norge. Sunnmørsposten gick över från helformat till tabloid i maj 2006.